# Anni europei
Gli anni europei sono temi annuali scelti dalla Comunità europea in modo da sensibilizzare e attirare l'attenzione dei governi nazionali. Vengono proposti dalla Commissione e adottati dal Parlamento europeo e dai governi degli Stati membri.

## Elenco degli anni europei[1]
- 1983 - Anno europeo delle PMI e dell'artigianato
- 1984 - Anno europeo per un'Europa dei cittadini
- 1985 - Anno europeo della musica
- 1986 - Anno europeo della sicurezza stradale
- 1987 - Anno europeo dell'ambiente
- 1988 - Anno europeo del cinema e della televisione
- 1989 - Anno europeo dell'informazione sul cancro
- 1990 - Anno europeo del turismo
- 1992 - Anno europeo della sicurezza, dell'igiene e della protezione della salute sul lavoro
- 1993 - Anno europeo degli anziani e della solidarietà tra le generazioni
- 1994 - Anno europeo dell'alimentazione e della salute
- 1995 - Anno europeo della sicurezza stradale e dei giovani conducenti
- 1996 - Anno europeo dell'apprendimento permanente
- 1997 - Anno europeo contro il razzismo e la xenofobia
- 1998 - Anno europeo della democrazia locale e regionale
- 1999 - Anno europeo della lotta alla violenza sulle donne
- 2001 - Anno europeo delle lingue
- 2003 - Anno europeo delle persone con disabilità
- 2004 - Anno europeo dell'educazione attraverso lo sport
- 2005 - Anno europeo della cittadinanza mediante l'educazione
- 2006 - Anno europeo della mobilità dei lavoratori
- 2007 - Anno europeo delle pari opportunità per tutti
- 2008 - Anno europeo del dialogo interculturale
- 2009 - Anno europeo della creatività e dell'innovazione
- 2010 - Anno europeo della lotta alla povertà e all'esclusione sociale
- 2011 - Anno europeo del volontariato
- 2012 - Anno europeo dell'invecchiamento attivo
- 2013/2014 - Anno europeo dei cittadini
- 2015 - Anno europeo per lo sviluppo
- 2018 - Anno europeo del patrimonio culturale
- 2021 - Anno europeo delle ferrovie